# Susiluola
Susiluola je jeskyně v západním Finsku. Nachází se v hoře Pyhävuori nedaleko Kristinestadu v provincii Pohjanmaa a s rozlohou 400 m² je největší jeskyní ve Finsku. Je dlouhá 25 metrů a její strop dosahuje výšky maximálně 190 cm. Vznikla jako puklina v žulové skále přibližně před 2,5 miliony let. Její název znamená v překladu „Vlčí jeskyně“ (finsky Susiluola a švédsky Varggrottan) a je odvozen od nedalekého kopce Susivuori (Vlčí vrch). 
V roce 1996 bylo rozhodnuto o úpravě jeskyně na turistickou atrakci a v následujících letech zde probíhaly vykopávky pod vedením geologů z Helsinské univerzity. V roce 2002 byl kvůli hrozícímu zřícení strop zajištěn drátěným pletivem. Výzkum byl ukončen v roce 2006. Z bezpečnostních důvodů není jeskyně Susiluola přístupná veřejnosti a vchod je zajištěn plotem.

## Archeologie
Jeskyně je známá díky nálezu více než dvou set kamenů, které nesly stopy umělých úprav; šlo navíc o horniny, které se v okolí přirozeně nevyskytují, jako prachovec, křemen nebo jaspis). Nálezy byly proto označeny za nástroje vytvořené neandertálci a jejich vznik byl datován do období před 120 000 lety. Lidé tehdy mohli osídlit území Fenoskandie díky přechodnému oteplení v eemském interglaciálu. Obyvatelé Susiluoly byli označeni za nejstarší známou lidskou populaci v severní Evropě. Mohli zde žít ještě před sedmdesáti tisíci lety, ve würmském období pak byla tato oblast pokryta pevninským ledovým příkrovem. 
Finský paleontolog Joakim Donner v roce 2006 tvrzení o artefaktech odmítl a označil podobu kamenů za výsledek přírodních procesů. Vyloučil možnost, že by nízká jeskyně mohla být trvale obývána lidmi, obzvlášť když v eemském období se oblast pravděpodobně nacházela pod mořskou hladinou. Argumentoval také odlišností nálezů od dosud známých neandertálských výtvorů. S Donnerem polemizoval Hans-Peter Schulz, který poukázal na podobu vrypů v kamenech, které odpovídají spíše rychlému cílenému úderu než postupnému zvětrávání. Odborná veřejnost tak stále nedospěla ke shodě o existenci pravěkého osídlení jeskyně.